# Химерино
Химерино, Вайпис или Ваипис (на гръцки: Χειμερινό, Химерино, катаревуса: Χειμερινόν, Химеринон, до 1927 година: Βάιπες, Вайпес), е село в Република Гърция, дем Горуша (Войо) в област Западна Македония.

## География
Селото е разположено на 660 m надморска височина, на около 3 km северозападно от демовия център град Неаполи (Ляпчища, Населич). Землището на селото се простира по десния (югозападен) бряг на река Бистрица.

## История

### В Османската империя
Според Васил Кънчов в края на XIX век Ваúписъ е цялостно гръкоезично, но конфесионално смесено село в Населишка каза на Османската империя, в което живеят 160 гърци мохамедани (валахади) и 160 гърци християни.
Според статистика на Серфидженския санджак на гръцкото консулство в Еласона от 1904 година във Вайпеси (Βαϊπεσι), Населишка каза, живеят 200 валахади.

### В Гърция
През Балканската война в 1912 година в селото влизат гръцки части и след Междусъюзническата в 1913 година то остава в Гърция.
В средата на 20-те години мюсюлманското население на селото е изселено в Турция по силата на Лозанския договор и на негово място са заселени понтийски гърци бежанци от Турция. В 1928 година то е представено като изцяло гръцко бежанско село с 61 семейства и 216 жители.
В 1927 година името на селото е сменено на Химеринон.
Населението традиционно произвежда жито, картофи, тютюн и други земеделски продукти, като се занимава и със скотовъдство.
| Година    | 1913 | 1920 | 1928 | 1940 | 1951 | 1961 | 1971 | 1981 | 1991 | 2001 | 2011 | 2021 |
| --------- | ---- | ---- | ---- | ---- | ---- | ---- | ---- | ---- | ---- | ---- | ---- | ---- |
| Население | 321  | 361  | 217  | 354  | 249  | 216  | 160  | 123  | 84   | 87   | 50   | 44   |